# Moses Samuel Zuckermandel

Moses Samuel Zuckermandel (Allgemeine Zeitung des Judentums, 1916)

Moses Samuel Zuckermandel (auch Zuckermandl, 24. April 1836 in Ungarisch Brod, Mähren, Kaisertum Österreich – 27. Januar 1917 in Breslau) war ein mährisch-deutscher Rabbiner und Talmudist.

## Leben
Zuckermandel war der Sohn des Rabbinatsassessors Samson Zuckermandel, die Mutter Peppi starb früh. Ab 1849 besuchte er die Jeschiwa von Salomon Quetsch (1832–1854) in Leipnik und von 1850 bis 1855 das Gymnasium in Nikolsburg. Zugleich war er Schüler von Samson Raphael Hirsch, dann erneut bei Salomon Quetsch. 1856 wechselte er zum Jüdisch-Theologischen Seminar in Breslau und machte dort 1860 sein Abitur. Er studierte an der Universität Breslau, wurde im Jahr 1863 zum Doktor der Philosophie promoviert und erhielt 1864 das Rabbinerdiplom „mit Auszeichnung“.
Ab 1864 war er Rabbiner und Religionslehrer in Gnesen und ab 1869 Rabbiner in Märkisch Friedland. 1876 hielt er sich zu Tosefta-Studien mehrere Monate in Wien auf. 1876 war er Rabbiner in Pasewalk, 1881 Oberrabbiner in Trier, 1890 in Pleschen, gab aber die Stelle nach kurzer Zeit zugunsten der Forschung auf. Am 1. April 1898 wurde er zum Klausrabbiner am Mora-Leipziger-Stift in Breslau ernannt. Nachfolger in Trier wurde Jakob Baßfreund (1890–1918).
Zuckermandel war mit Elise Rawitz aus Breslau (gest. 20. Juli 1910) verheiratet. Sie hatten zwei Töchter.

## Werk
Der Großteil seines wissenschaftlichen Werks beschäftigt sich mit der Tosefta. Seine ab 1880 veröffentlichte kritische Ausgabe stützt sich auf den 1521/22 in Venedig erschienenen Erstdruck und zwei Handschriften aus dem 12. und 14. Jahrhundert, die Erfurter und die Wiener Handschrift. Sie gilt noch heute als „Standardwerk für die Erforschung der zur Tosefta zugehörigen Textgruppe“. Die Herausgabe wurde durch Subventionen der preußischen Minister Adalbert Falk und Robert Viktor von Puttkamer sowie der Alliance israélite in Paris und Wien ermöglicht. Seine Thesen zur Überlieferungsgeschichte der Tosefta, die er 1908–1912 vorlegte, erfuhren jedoch fast durchgängig scharfe Ablehnung.

## Schriften (Auswahl)
- Die Erfurter Handschrift der Tosefta beschrieben und geprüft. Louis Gerschel Verlagsbuchhandlung, Berlin 1876.
- Die Tosefta nach den Erfurter und Wiener Handschriften. Pasewalk 1880–1882.
- Spruchbuch enthaltend biblische Sprüche aus dem Gebetbuche, geordnet nach den Erzählungen der biblischen Geschichte nebst einem Anhang. Kaufmann, Frankfurt am Main 1889.
- Vokabularium und Grammatik zu den Hebräischen Versen des Spruchbuches I. 1890.
- Tosefta, Mischna und Boraitha in ihrem Verhältnis zu einander, oder palästinensische und babylonische Halacha; ein Beitrag zur Kritik und Geschichte der Halacha. Zwei Bände, Kauffmann, Frankfurt a. M. 1908/09, Supplementband 1910.
- Tosefta, Mischna und Boraitha in ihrem Verhältnis zu einander, oder palästinensische und babylonische Halakha. Ein Beitrag zur Kritik und Geschichte der Halacha. Zwei Bände. Frankfurt am Main 1908–10.